# Камполонго Маджоре
Камполо̀нго Маджо̀ре (на италиански: Campolongo Maggiore; на венециански: Campolongo, Камполонго) е град и община в Северна Италия, провинция Венеция, регион Венето. Разположен е на 4 m надморска височина. Населението на общината е 10 478 души (към 2014 г.).